# Kivijärvi
För sjön Kivijärvi i Luumäki och Klemis kommuner, se Kivijärvi (sjö). 
Kivijärvi är en kommun i landskapet Mellersta Finland. Kommunen gränsar mot Kyyjärvi och Perho i väster, Kinnula i norr, Viitasaari i öster samt Kannonkoski och Karstula i söder . Kivijärvi har 1 088 invånare och är enspråkigt finskt. Kommunen har en yta på 599,87 km², varav landarealen är 483,94 km².
Tätorten Kivijärvi kyrkoby ligger vid sjön Kivijärvi.

## Politik

### Mandatfördelning i Kivijärvi kommun, valen 1976–2021
| 7 | 13 | 1 |

| 7 | 12 | 2 |

| 6 | 1 | 12 | 2 |

| 7 | 1 | 11 | 2 |

| 6 | 9 | 2 |

| 5 | 3 | 8 | 1 |

| 5 | 2 | 10 |

| 4 | 11 | 2 |

| 11 | 6 |

| 4 | 11 | 2 |

| 10 | 7 |

| 4 | 1 | 11 | 1 |

| 10 | 7 |

| 4 | 9 | 2 |

| 11 | 4 |

| 1 | 2 | 2 | 9 | 1 |

| 12 | 3 |

## Demografi

### Befolkningsutveckling
| Befolkningsutvecklingen i Kivijärvi kommun 1975–2020                                                         | Befolkningsutvecklingen i Kivijärvi kommun 1975–2020 | Befolkningsutvecklingen i Kivijärvi kommun 1975–2020 | Befolkningsutvecklingen i Kivijärvi kommun 1975–2020 | Befolkningsutvecklingen i Kivijärvi kommun 1975–2020 |
| --- | ---------------------------------------------------- | ---------------------------------------------------- | ---------------------------------------------------- | ---------------------------------------------------- |
| |                                                      |                                                      |                                                      |                                                      |
| År |                                                      |                                                      | Folkmängd                                            |                                                      |
| 1975 | 1975                                                 |                                                      | 2 172                                                |                                                      |
| 1980 | 1980                                                 |                                                      | 2 060                                                |                                                      |
| 1985 | 1985                                                 |                                                      | 2 022                                                |                                                      |
| 1990 | 1990                                                 |                                                      | 2 002                                                |                                                      |
| 1995 | 1995                                                 |                                                      | 1 810                                                |                                                      |
| 2000 | 2000                                                 |                                                      | 1 610                                                |                                                      |
| 2005 | 2005                                                 |                                                      | 1 424                                                |                                                      |
| 2010 | 2010                                                 |                                                      | 1 364                                                |                                                      |
| 2015 | 2015                                                 |                                                      | 1 200                                                |                                                      |
| 2020 | 2020                                                 |                                                      | 1 107                                                |                                                      |
| Anm: Uppgifterna avser förhållandena den 31 december nämnda år enligt områdesindelningen den 1 januari 2022. |                                                      |                                                      |                                                      |                                                      |

### Språk
Befolkningen efter språk (modersmål) den 31 december 2022. Finska, svenska och samiska räknas som inhemska språk då de har officiell status i landet. Resten av språken räknas som främmande. För språk med färre än 10 talare är siffran dold av Statistikcentralen på grund av sekretesskäl.
| Språk                        | Talare 2022-12-31 | Talare 2022-12-31 |
| Språk                        | Antal             | Andel (%)         |
| ---------------------------- | ----------------- | ----------------- |
| Hela befolkningen            | 1 064             | 100,0             |
| Finska                       | 1 045             | 98,2              |
| Inhemska språk totalt        | 1 045             | 98,2              |
| Svenska                      | 0                 | 0,0               |
| Främmande språk totalt       | 19                | 1,8               |
| Estniska                     | 10                | 0,9               |
| Språk med färre än 10 talare | 9                 | 0,8               |

|  | Finska (98,2 %) |

|  | Svenska (0,0 %) |

|  | Främmande språk (1,8 %) |

|  | Finska (98,2 %) |

|  | Svenska (0,0 %) |

|  | Främmande språk (1,8 %) |

## Bildgalleri

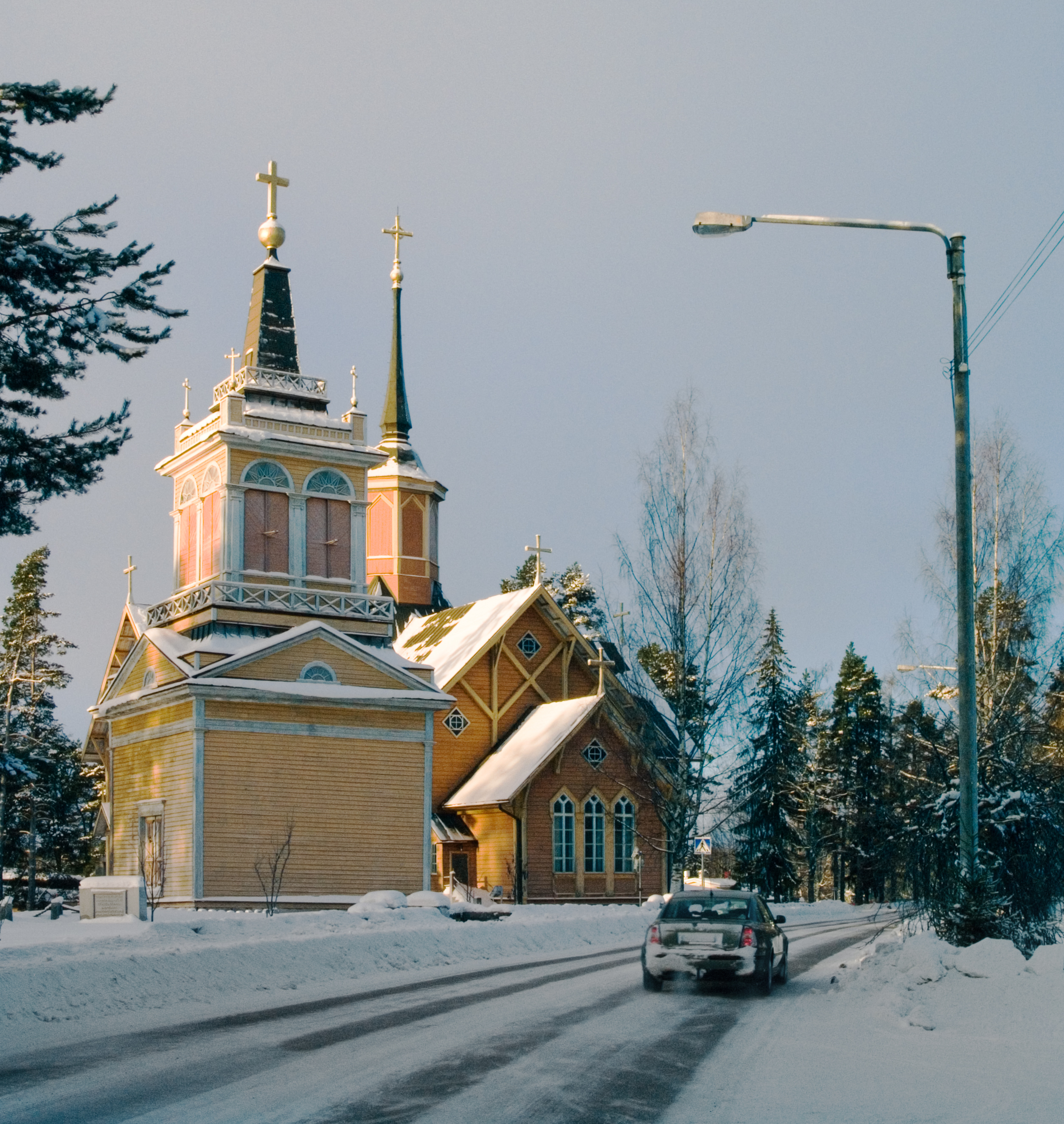
Kivijärvis kyrka
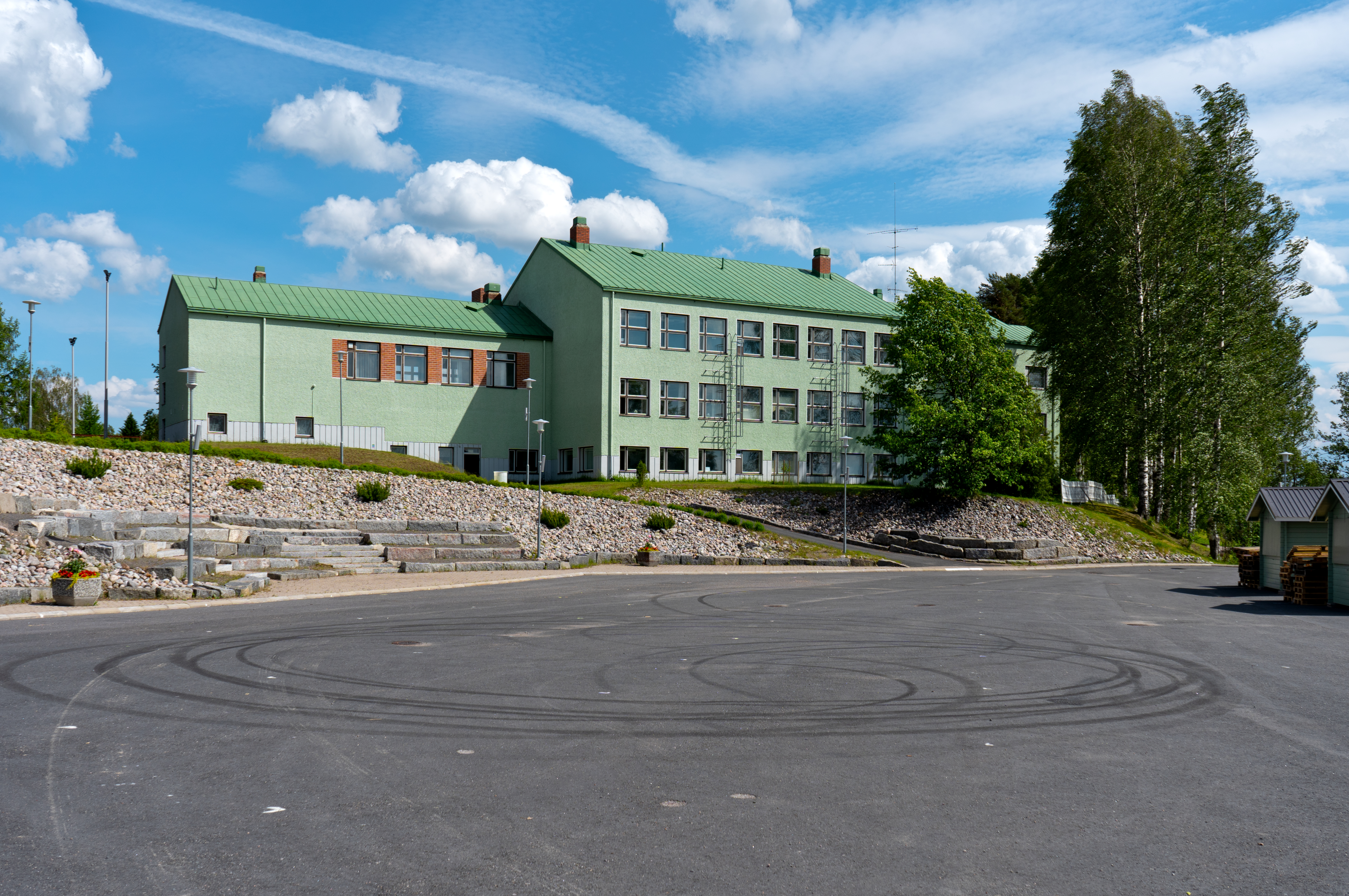
Kivijärvis skola
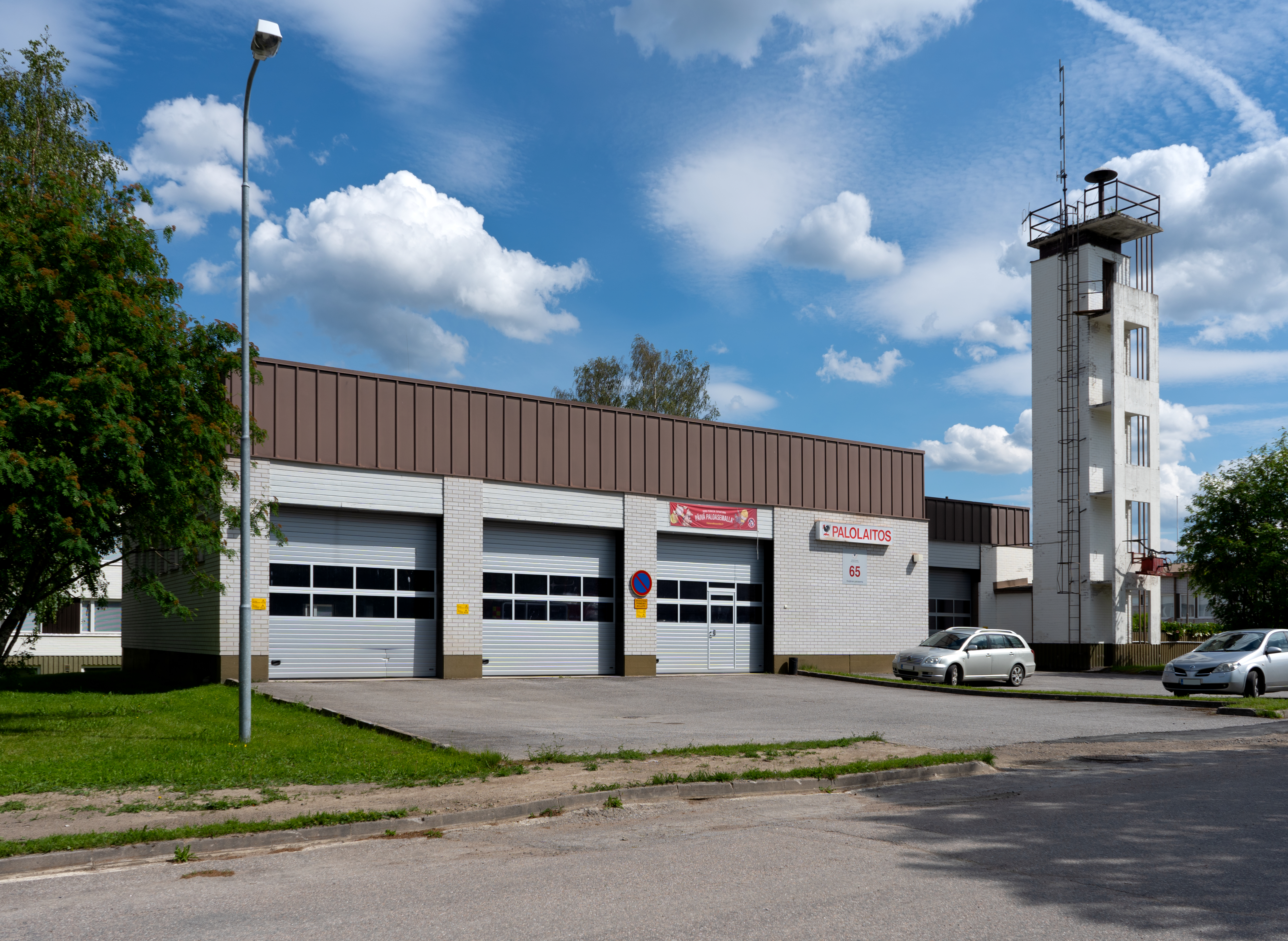
Kivijärvis brandstation
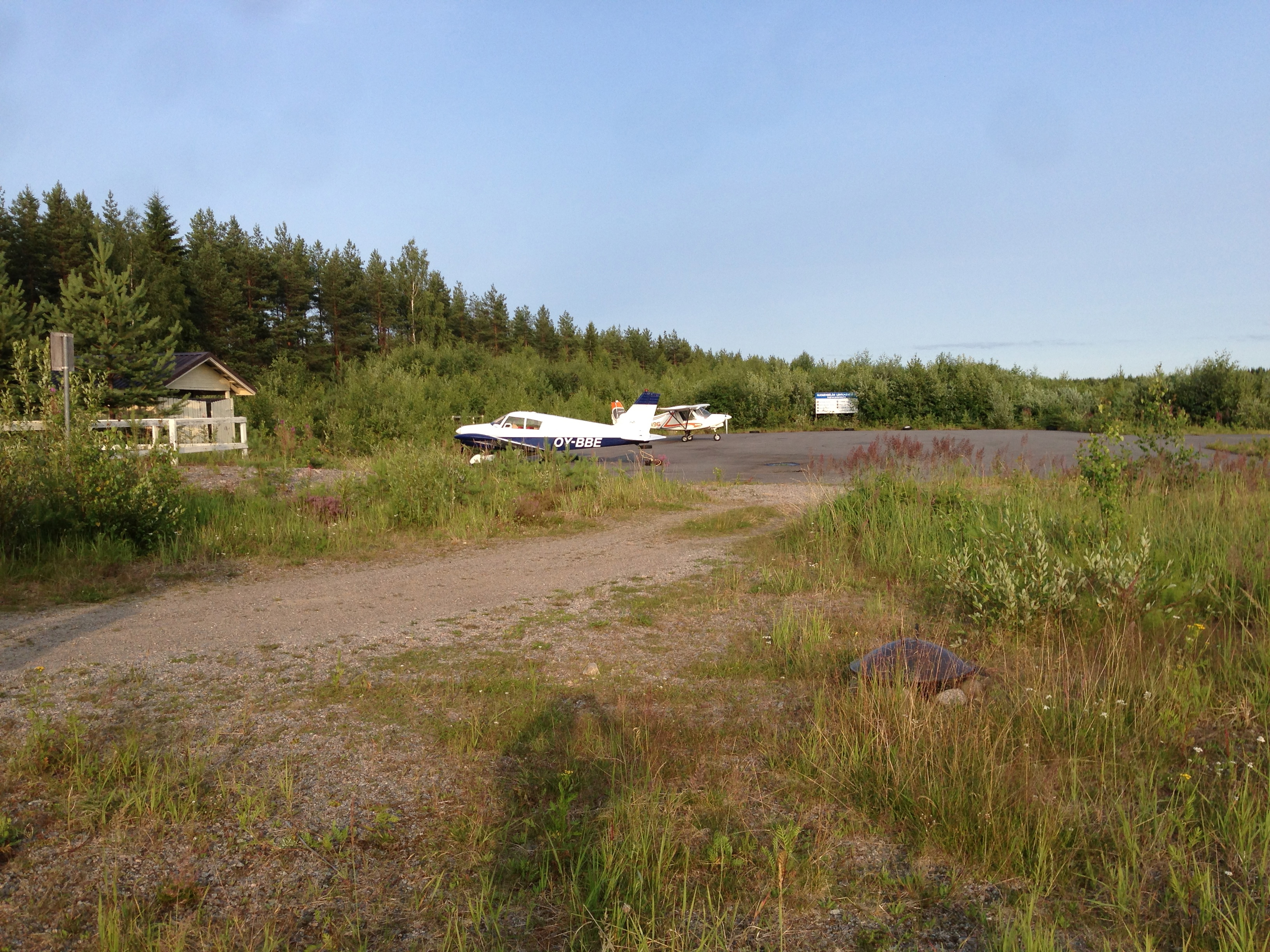
Kivijärvis flygfält
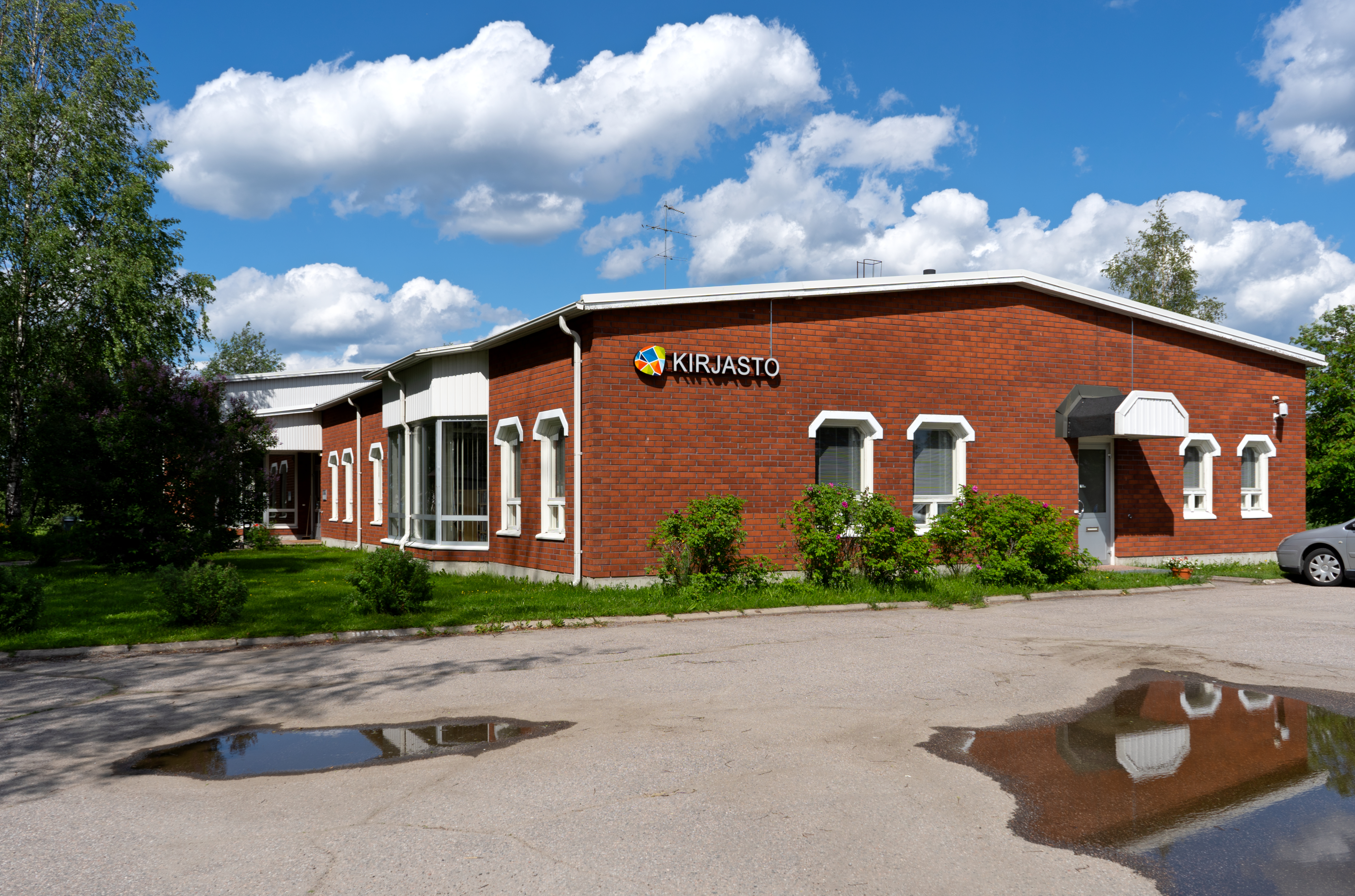
Kivijärvis bibliotek